# 無線パケット通信
無線パケット通信（むせんパケットつうしん、Packet radio）は、一般的なパケット通信と同じく、デジタルデータをパケットに分割して無線通信を行うものである。

## 概要
1970年代、無線方式のコンピュータネットワークでハワイの島々を結ぶ、ハワイ大学のALOHAnetの研究で、無線パケット通信の歴史が始まった。現在のバス型イーサネットなどに繋がる、ランダムアクセス方式の効率化、衝突検出・再送信プロトコルなどが成果としてあげられる。
その後、アメリカで専用の基地局・伝送路・交換設備や端末を使用した商用サービスが始まり、世界各国で使用されるようになった。
2000年代に入り、衛星電話・携帯電話などとの共用サービスが一般的となった。

## テレターミナル
テレターミナル(teleterminal)は、日本の無線パケット通信を利用した双方向無線通信システムである。有線パケット通信網や一般電話網と相互接続が可能であった。
小ゾーン方式であり、基地局838.0125～842.9875MHz・移動局893.0125～897.9875MHzを12.5kHz間隔で、最大出力基地局20W・移動局5W、直接FSKで使用していた。
しかし、携帯電話・PHSなどでも移動体データ通信が可能になり、また利用者数も伸び悩むなどの理由で、携帯電話会社に営業譲渡され、サービスを終了。その電波帯域は携帯電話に転用された。

### 主な端末
- メサージュ(MESSAGE) - モデム内蔵型ペン入力手書き情報端末。手書き文字をそのまま全国へ無線FAXしたり、入力したテキスト文字を音声に変換して自動的にTELする音声伝言機能、ポケベル送信機能、双方向文字通信機能など業界最先端の機能を備えていた。
- Qメール - 小型の双方向無線呼び出し。双方向での文字通信が可能であった。
- PCカード型 - ノートパーソナルコンピュータを使用しての通信用。モトローラ PM100D（PCMCIA型　1997年2月発売）。
- 無線ファクシミリ
- RC-9801 - PC-9801Nに通信用のテレターミナルを搭載した、98NOTEシリーズのノートパソコン。1991年10月発売。

### サービス会社略歴
日本シティメディア
- 1989年12月20日、東京23区内で9.6kb/sのサービス開始[1]
- 1996年12月、19.2kb/sの「データTAC（英語版）」方式のサービス開始
- 1998年7月1日、NTT移動通信網（現NTTドコモ）に営業譲渡[2]
- 2000年7月31日、テレターミナルサービスを終了[3]

関西シティメディア
大阪ガス・関西電力・松下電器などの出資で設立。資本金は7.15億円。
- 1997年2月1日、大阪市内で、19.2kb/sの「データTAC」方式サービス開始[1]
- 1998年7月1日、関西セルラー（現KDDI）に営業譲渡[2]
- 1999年、テレターミナルサービスを終了[3]